# 耶律夷列
耶律 夷列（やりつ いれつ、契丹音：ヤルート・イリ）は、西遼の第2代皇帝。初代皇帝の徳宗耶律大石の末子。

## 生涯
康国10年（1143年）、徳宗が58歳で崩御した時は幼少だったため、生母の感天蕭太后蕭塔不煙（タプイェン）が称制を執った。咸清7年（1150年）に感天蕭太后が死去すると、年号を紹興に改める。在位20年（タプイェンの称制7年間も含む）で崩御した。

## 宗室

### 子
- 長子（名前は不明）
- 末主 耶律直魯古

## 『遼史』の記述
『遼史』（巻三十 本紀第三十）に「子夷列年幼，遺命皇后權國。后名塔不煙，號感天皇后，稱制，改元咸清，在位七年。子夷列即位，改元紹興。籍民十八歳以上，得八萬四千五百戸。在位十三年歿，廟號仁宗」とある。